# TNFRSF21
TNFRSF21 (англ. tumor necrosis factor receptor superfamily, member 21) — мембранный белок, рецептор из надсемейства рецептора факторов некроза опухоли, известен также как рецептор смерти 6 (DR6). Продукт гена человека TNFRSF21. Играет роль в регуляции иммунного ответа и воспаления.

## Функции
TNFRSF21 входит в многочисленное надсемейство рецепторов фактора некроза опухоли (TNFR). Активирует сигнальные пути NF-κB и MAPK8/JNK, индуцирует апоптоз. Через т. н. домен смерти взаимодействует с адаптерным белком TRADD. Экспериментальные исследования на нокаутных мышах показали, что этот рецептор играет роль в активировании Т-хелперов и может участвовать в регуляции воспалительной и иммунной реакций.

## Структура
Зрелый белок состоит из 614 аминокислот, молекулярная масса — 71,8 кДа. N-концевой внеклеточный домен содержит 4 характеристических повтора TNFR-Cys, домен смерти и до 6 участков N-гликозилирования. Кроме этого, домен содержит до 9 внутримолекулярных дисульфидных связей.

## Тканевая специфичность
Высокий уровень экспрессии найден в сердце, мозге, плаценте, поджелудочной железе, лимфатических узлах, вилочковой железе и предстательной железе. Экспрессирован также в лёгких, скелетных мышцах, почках, яичках, матке, тонком кишечнике, толстом кишечнике, селезёнке, костном мозге и фетальной печени. Крайне низкая экспрессия — во взрослой печени и лейкоцитах периферической крови.